# Gostynin (stacja kolejowa)
Gostynin – stacja kolejowa na linii kolejowej nr 33 (Kutno – Brodnica), położona w województwie mazowieckim. Stacja ma 2 perony. Peron 1 jest jednokrawędziowy, natomiast peron 2 jest dłuższy i posiada dwie krawędzie. Oprócz tego stacja ma tory przeznaczone dla pociągów towarowych czy tory ładunkowe lub bocznicę kolejową.
Ze stacji kolejowej w Gostyninie odjeżdżają pociągi do Sierpca, Płocka, Kutna, Warszawy Głównej, Warszawy Wschodniej, Gdyni Głównej, Gdańska Głównego, Katowic, Zgierza, Łowicza czy Sochaczewa. Budynek dworcowy został wybudowany w 1924 r., według typowego projektu stacji średniej wielkości zastosowanego również m.in. w Sierpcu, i z roku na rok niszczeje przez zaniedbanie i wandalizm.
„W Gostyninie wraz z linią koleją wybudowano murowany dworzec kolejowy, magazyn towarowy, wagę towarową, trzy domy mieszkalne dla pracowników, hydrant przeciwpożarowy i wieżę ciśnień oraz drewniane nastawnie. Teren pod budowę stacji i potrzebny budulec (drewno) po zniżonych cenach przekazało miasto. Wieża ciśnień miała cel użytkowy, służyła do zasilania parowozów w wodę, kompleksu mieszkaniowego (nie do spożycia) i hydrantu. Natomiast kutnowska cukrownia „Konstancja”, należąca do Warszawskiego Towarzystwa Fabryk Cukru, zbudowała tu bocznicę o długości 175 m służącą do załadunku buraków cukrowych.”
Pierwszy pociąg do Gostynina przyjechał 28 czerwca 1924 r. ze stacji Kutno do stacji Płock Radziwie, natomiast pierwszy pociąg na całym odcinku Kutno – Płock przejechał 31 grudnia 1925 r. z maksymalną prędkością 45 km/h.
Niedaleko stacji znajduje się zachowana w dobrym stanie wieża wodna.
Od 12 grudnia 2021 r. Gostynin zyskał bezpośrednie połączenie do Gdańska, Sopotu i Gdyni. W okresie 1995–2021 (przez 26 lat) do Gostynina nie dojeżdzały żadne pociągi dalekobieżne.
Na stacji znajduje się biletomat w którym można kupić tylko bilety do pociągów Kolei Mazowieckich.
Po wygranych wyborach samorządowych przez Panią Agnieszkę Korajczyk-Szyperską w 2024 r. mieszkańcy Gostynina zostali zapewnieni o tym, że w najbliższym czasie budynek dworca PKP, plac przed nim oraz drogi przyległe do niego tj. Kolejowej oraz Sienkiewicza zostaną wyremontowane.

## Ruch pasażerski
| Rok  | Wymiana pasażerska na dobę | Średnia dobowa liczba zatrzymań | Średnia liczba pasażerów na 1 zatrzymanie |
| ---- | -------------------------- | ------------------------------- | ----------------------------------------- |
| 2017 | 20 – 49                    | n/a                             | n/a                                       |
| 2018 | 50 – 99                    | n/a                             | n/a                                       |
| 2019 | 50 – 99                    | 16                              | 4                                         |
| 2020 | 20 – 49                    | 19                              | od 2 do 4                                 |
| 2021 | 20 – 49                    | 21                              | od 2 do 5                                 |
| 2022 | 50 – 99                    | 23                              | od 2 do 5                                 |
| 2023 | 100 – 149                  | 23                              | od 5 do 10                                |

## Połączenia
Obecnie stacja w Gostyninie obsługuje:
Pociągi regionalne Kolei Mazowieckich relacji Kutno – Płock – Sierpc (R31),
Pociąg przyspieszony KM „Mazovia” relacji Warszawa Wschodnia – Płock (RE3)
TLK Flisak łączący Gostynin z Gdynią oraz Katowicami.
IC Chemik łączący Gostynin z Katowicami.
| Linia           | Przewoźnik         | Trasa | Uwagi |
| R31             | Koleje Mazowieckie | Kutno – Kutno Azory – Raciborów Kutnowski – Strzelce Kujawskie – Sierakówek – Gostynin – Rogożew – Łąck – Płock Radziwie – Płock – Płock Trzepowo – Proboszczewice Płockie – Gozdowo – Susk – Sierpc | Kursuje codziennie po kilka razy dziennie, na odcinku Kutno - Płock - Kutno kursuje EZT, a na odcinku Sierpc - Płock Sierpc autobus ZKA lub szynobus                                                                                           |
| RE3 „Mazovia”   | Koleje Mazowieckie | Warszawa Wschodnia – Warszawa Centralna – Warszawa Zachodnia – Ożarów Mazowiecki – Błonie – Teresin Niepokalanów – Sochaczew – Łowicz Główny – Kutno – Strzelce Kujawskie – Gostynin – Łąck – Płock | Poranny pociąg, kursuje w jedną stronę z Płocka do Warszawy każdy dzień oprócz niedziel. |
| RE3             | Koleje Mazowieckie | Warszawa Wschodnia – Warszawa Centralna – Warszawa Zachodnia – Sochaczew – Łowicz Główny – Kutno – Gostynin – Płock | Wieczorny pociąg, kursuje w jedną stronę z Płocka do Warszawy, tylko w weekendy |
| RE3 „Mazoviak”  | Koleje Mazowieckie | Warszawa Wschodnia – Warszawa Centralna – Warszawa Zachodnia – Ożarów Mazowiecki – Błonie – Teresin Niepokalanów – Sochaczew – Łowicz Główny – Kutno – Strzelce Kujawskie – Gostynin – Łąck – Płock | Poranny pociąg, kursuje w jedną stronę z Płocka do Warszawy każdy dzień oprócz niedziel. |
| RE31            | Koleje Mazowieckie | Warszawa Wschodnia – Warszawa Stadion – Warszawa Powiśle – Warszawa Śródmieście – Warszawa Ochota – Warszawa Zachodnia – Sochaczew – Łowicz Główny – Kutno – Gostynin – Płock | Poranny pociąg, kursuje w jedną stronę z Warszawy do Płocka tylko w sobotę i niedzielę. |
| RE31 „Mazovia”  | Koleje Mazowieckie | Warszawa Wschodnia – Warszawa Centralna - Warszawa Zachodnia – Błonie – Teresin Niepokalanów – Sochaczew – Łowicz Główny – Kutno – Strzelce Kujawskie – Gostynin – Łąck – Płock | Wieczorny pociąg, kursuje w jedną stronę z Warszawy do Płocka w każdy dzień oprócz sobót. |
| RE31 „Mazoviak” | Koleje Mazowieckie | Warszawa Główna – Warszawa Zachodnia – Błonie – Teresin Niepokalanów – Sochaczew – Łowicz Główny – Kutno – Strzelce Kujawskie – Gostynin – Łąck – Płock | Wieczorny pociąg, kursuje w jedną stronę z Warszawy do Płocka w każdy dzień oprócz sobót. |
| IC "Chemik"     | PKP Intercity      | Katowice – Sosnowiec Główny – Będzin Miasto – Dąbrowa Górnicza – Zawiercie – Myszków – Częstochowa – Radomsko – Piotrków Trybunalski – Łódź Widzew – Łódź Chojny – Łódź Kaliska – Łódź Żabieniec – Zgierz – Ozorków – Łęczyca – Kutno – Gostynin – Płock | Wieczorny pociąg, kursuje 1 raz dziennie na trasie Katowice – Płock, w związku z remontem Katowickiego węzła kolejowego na odcinku Częstochowa - Katowice - Częstochowa możliwe zmiany tras w zależności od dnia                               |
| TLK "Flisak"    | PKP Intercity      | Katowice – Sosnowiec Główny – Będzin Miasto – Dąbrowa Górnicza – Zawiercie – Myszków – Częstochowa – Radomsko – Piotrków Trybunalski – Łódź Widzew – Łódź Chojny – Łódź Kaliska – Łódź Żabieniec – Zgierz – Ozorków – Łęczyca – Kutno – Gostynin – Płock – Sierpc – Rypin – Brodnica – Jabłonowo Pomorskie – Grudziądz – Kwidzyn – Sztum – Malbork – Tczew – Gdańsk Główny – Gdańsk Wrzeszcz – Gdańsk Oliwa – Sopot – Gdynia Główna | Popołudniowy pociąg, kursuje 2 razy dziennie na trasach Katowice – Gdynia, oraz Gdynia – Katowice, w związku z remontem Katowickiego węzła kolejowego na odcinku Częstochowa - Katowice - Częstochowa możliwe zmiany tras w zależności od dnia |